# Henry de Rancourt de Mimérand
Henry Marie Georges de Rancourt de Mimérand (Cernoy-en-Berry, 4 luglio 1910 – Parigi, 22 luglio 1992) è stato un generale e aviatore francese, che nel corso della seconda guerra mondiale fu comandante della Scuola di pilotaggio franco-belga di Odiham, del Groupe de bombardement "Lorraine", e membro dello Stato maggiore particolare del generale Charles de Gaulle. Dopo la fine della guerra divenne addetto aeronautico a Londra (1945-1946, 1951-1954), vice comandante delle "Forze Alleate dell'Europa centrale" (1954-1958), Addetto militare negli Stati Uniti d'America (1960-1963), e vicecomandante della 4ª Allied Tactical Air Force (ATAF) presso la Ramstein Air Base dal 1964 al 1965.

## Biografia
Nacque nel castello di Mimérand, a Cernoy-en-Berry,  il 4 luglio 1910, figlio di Jehan e di Gabrielle de Geffrier. Effettuò gli studi primari e secondari presso il collegio di Sainte-Croix a Orléans, e poi le classi preparatorie al Lycée privé Sainte-Geneviève di Versailles. Nel 1931 entrò all'École spéciale militaire de Saint-Cyr, promotion Tafilalet, da cui uscì con il grado di sottotenente nel 1933. Assegnato all'aviazione, tra il 1933 e il 1935, frequentò i corsi presso la Scuola di applicazione dell'Armée de l'air. Al termine dei corsi fu promosso tenente e assegnato alla 23ème Escadre de bombardement, a Tolosa, dove prestò servizio fino al 1939.
Sposato con una donna inglese e padre di due figli, fu promosso capitano nel giugno 1939, e successivamente assegnato alla direzione del personale del Ministero dell'aeronautica e poi alla Zona di Operazioni Aeree del Nord (ZOAN) all'inizio della seconda guerra mondiale. Si trasferì a Rabat, Nord Africa, nel giugno 1940, assegnato al 3éme Bureau, e dopo la firma dell'armistizio con la Germania decide di rispondere all'appello del generale di brigata Charles de Gaulle a continuare la guerra. Approfittando di una missione di collegamento, partì da Rabat per Gibilterra il 18 agosto 1940 su un Caudron Simoun e da lì raggiunse l'Inghilterra con un convoglio. Entrò poi a far parte delle Forces aériennes françaises libres (FAFL).
Nel settembre 1940 fu incaricato creare la prima scuola di volo della FAFL a Odiham nell'Hampshire. Diresse la scuola di addestramento al pilotaggio franco-belga fino alla sua chiusura, avvenuta nel giugno 1941. In quella scuola si addestrarono oltre 80 piloti francesi e belgi. Nominato comandante nel 1941, fece parte dello stato maggiore della FAFL, e poi entrò a far parte dello staff speciale del generale de Gaulle, rimanendovi dall'ottobre 1941 fino al luglio 1942.
Volendo tornare alle unità da combattimento operativo, ottenne il permesso di unirsi, nel novembre 1942, al No.226 RAF Squadron della Royal Air Force. Con questo gruppo da bombardamento leggero partecipò a diverse missioni offensive.
Promosso tenente colonnello, nell'aprile 1943 curò la riorganizzazione, e poi ne assunse il comando, del Groupe de bombardement "Lorraine". Con questo gruppo effettuò numerose missioni operative. Il 3 ottobre 1943, al comando del suo reparto, bombardò la centrale elettrica di Chevilly-Larue, che produceva l'energia elettrica di tutta l'Île-de-France e di parte di Bordeaux. Partecipò a 22 missioni di guerra, di cui sette compiute a bassa quota.
Alla fine del marzo 1944 entrò a far parte dell'ufficio particolare del generale de Gaulle ad Algeri, poi si trasferì a Parigi dove giunse con de Gaulle nell'agosto successivo, in occasione della liberazione della Capitale. Rimase presso l'ufficio di de Gaulle fino all'aprile 1945 quando, promosso colonnello, venne nominato addetto aeronautico a Londra. Divenne poi vice comandante dell'aeronautica militare presente in Marocco nel 1948. Frequentò poi i corsi all'École Supérieure de Guerre Aérien e il Corso Superiore Interarma nel 1949.
Nel 1950 fu nominato Capo del Servizio di Intelligence dello Stato Maggiore Privato del Presidente del Consiglio, poi Capo del Servizio Informazioni Generali presso il Segretariato Permanente della Difesa Nazionale. Venne scelto per frequentare i corsi militari superiori sia francesi che americani. Studiò all'Air War College, seguì il corso congiunto nel 1949-1950, poi l'anno successivo i corsi all'American Armed Forces Staff College a Norfolk, in Virginia.
Ritornò a Londra dal 1951 al 1954, poi fu  generale di brigata aerea e nominato vice comandante delle "Forze Alleate dell'Europa centrale", fino al 1958. Comandò poi il Gruppo di trasporto aereo militare (GMMTA), per due anni, e divenne generale di divisione aerea nel 1959. Fu anche membro del Consiglio dell'Ordre de la Libération. Nominato addetto militare negli Stati Uniti d'America nel 1960, fu promosso generale di corpo d'armata aerea nel 1961. Rimase in carica a Washington fino al 1963. Fu vicecomandante della 4ª Allied Tactical Air Force (ATAF) a Ramstein dal 1964 al 1965, rispondendo al Comandante in Capo delle Forze Alleate in Europa. Nel 1965, su sua richiesta, fu trasferito nella sezione di riserva. Divenne poi consulente tecnico della Boeing International Corporation per il mercato francese.
Si spense nel XVI arrondissement di Parigi il 28 luglio 1992. Il suo funerale si tenne nella chiesa di Cernoy-en-Berry, dove fu sepolto nel locale cimitero.